# Idalus intermedia
Idalus intermedia är en fjärilsart som beskrevs av Rothschild 1909. Idalus intermedia ingår i släktet Idalus och familjen björnspinnare. Inga underarter finns listade i Catalogue of Life.